# Withering to death
《Withering to death.》是日本搖滾樂團Dir en grey於2005年發行的第5張錄音室專輯。

## 專輯簡介
- 據主唱京所描述，此專輯歌曲透露出"枯萎"之氛圍與意象，因而採用"withering"一詞命名。
- 此作為首張正式於歐美地區及南韓以代理方式發行實體專輯之作，相對促進了在海外的知名度（各國發售版本並收錄不同單曲MV）。
- 於2007年所發行的日文版『滾石雜誌』選出的歷代日本百大搖滾專輯』當中，本作品被選為第34名。於清單發表時，此為2000年代以來的專輯中獲得最高排名者。[2]
- 和前張專輯《VULGAR》的曲目相較，以多重疊加的錄音方式而顯出樂曲的厚重感相比，更加重視以簡潔明快的音色呈現，相對提高了整體樂曲平衡感及海外聽眾接受度。也因此本作出現較多於海外演出中受到歡迎的曲目。[3]

## 曲目
全曲作詞：京  全編曲：Dir en Grey
1. Merciless Cult
2. C
第二、三首前奏均接續前一曲目後一氣呵成展開
3. 朔 -Saku-
原曲：薰
 第17張單曲。
4. 因孤獨死去，終為孤獨（孤独に死す、故に孤独）
5. 伴隨著腐敗之美（愛しさは腐敗につき）
6. Jesus Crhist R'n R
原曲：Shinya
7. Garbage
8. Machiavellism 
原曲：Toshiya
為〈朔 -Saku-〉單曲收錄曲；吉他的演奏方式包含Strumming等技巧，和以往的演奏差異較明顯。
9. dead tree
以不協和音展開，接續著三拍子構成的主旋律。曲調風格被成員形容為象徵此張作品的中心
10. THE FINAL
第16張單曲作品；歌詞內描述自殺未遂的心境；首見雖非勵志，但意涵著跨越某個段落之後，繼續前進便存在著不同的可能和未知性；主唱京描述此為 ｢唱出人們所經歷不同樣貌的苦痛｣ 的嘗試[4]
11. Beautiful Dirt
與下一首的重新錄音版收錄於2018所發行之精選輯《VESTIGE OF SCRATCHES》
12. Spilled Milk
13. 悲劇は目蓋を下ろした優しき鬱
為本專輯中唯一的慢板抒情曲風，以木吉他構成主奏旋律。
14. 鼓動（Kodou）
MV劇情敘述〈朔-saku〉的故事後續。